# Mark Noble
Mark James Noble (født 8. maj 1987 i London, England) er en tidligere engelsk fodboldspiller, der spillede som midtbanespiller hos Premier League-klubben West Ham United. Han har, kun afbrudt af kortvarige lejeophold hos Hull City og Ipswich Town, spillet for klubben hele sin seniorkarriere, startende i 2003.

## Landshold
Noble har (pr. december 2013) endnu ikke optrådt for Englands A-landshold, men nåede at spille 14 kampe og score 3 mål for landets U-21 hold.